# 阿维洛夫农村居民点
阿维洛夫农村居民点（俄语：Авиловское сельское поселение）是俄罗斯联邦伏尔加格勒州伊洛夫利亚区所属的一个农村居民点。其下辖有6个居民点，行政中心为阿维洛夫。据2016年统计，该农村居民点的人口为1787人。